# Igor Zelenay
Igor Zelenay (* 10. Februar 1982 in Trenčín) ist ein slowakischer Tennisspieler.

## Karriere
Zelenay spielte auf ATP-Ebene bislang ausschließlich im Doppel. Bisher erreichte er dreimal ein ATP-Finale: 2010 mit Philipp Marx in Delray Beach, 2011 mit Colin Fleming in Casablanca und 2012 mit Lukáš Lacko in St. Petersburg. Ein Turniersieg blieb ihm dabei bislang verwehrt. Auf Challenger-Ebene gewann er dagegen bereits 41 Titel mit unterschiedlichen Partnern.

## Erfolge
| Legende (Anzahl der Siege)  |
| Grand Slam                  |
| ATP World Tour Finals       |
| ATP World Tour Masters 1000 |
| ATP World Tour 500          |
| ATP World Tour 250 (1)      |
| ATP Challenger Tour (46)    |

### Doppel

#### Turniersiege

##### ATP Tour
| Nr. | Datum              | Turnier        | Belag         | Partner      | Finalgegner                      | Ergebnis         |
| --- | ------------------ | -------------- | ------------- | ------------ | -------------------------------- | ---------------- |
| 1.  | 22. September 2019 | St. Petersburg | Hartplatz (i) | Divij Sharan | Matteo Berrettini Simone Bolelli | 6:3, 3:6, [10:8] |

##### ATP Challenger Tour
| Nr. | Datum              | Turnier                 | Belag         | Partner            | Finalgegner                                | Ergebnis           |
| --- | ------------------ | ----------------------- | ------------- | ------------------ | ------------------------------------------ | ------------------ |
| 1.  | 12. August 2001    | Toljatti                | Hartplatz     | Karol Beck         | Abdul Hamid Makhkamov Dmitriy Tomashevich  | 7:5, 4:6, 6:3      |
| 2.  | 23. November 2003  | Prag (1)                | Teppich (i)   | Martin Štěpánek    | Karsten Braasch Jean-Claude Scherrer       | 6:4, 4:6, 6:4      |
| 3.  | 28. November 2004  | Prag (2)                | Teppich (i)   | Lukáš Dlouhý       | Jan Minář Jaroslav Pospíšil                | 6:3, 3:6, 7:65     |
| 4.  | 12. Juni 2005      | Košice (1)              | Sand          | Petr Luxa          | Johan Landsberg Harel Levy                 | 6:4, 6:2           |
| 5.  | 15. Juli 2007      | Oberstaufen             | Sand          | Filip Polášek      | Peter Gojowczyk Marc Sieber                | 7:5, 7:5           |
| 6.  | 30. September 2007 | Trnava (1)              | Sand          | Filip Polášek      | Diego Junqueira Rubén Ramírez Hidalgo      | 6:1, 6:4           |
| 7.  | 14. Juni 2008      | Košice (2)              | Sand          | Tomasz Bednarek    | Miguel Ángel López Jaén Carlos Poch Gradin | 6:1, 4:6, [13:11]  |
| 8.  | 27. September 2008 | Trnava (2)              | Sand          | David Škoch        | Daniel Köllerer Michal Mertiňák            | 6:3, 6:1           |
| 9.  | 22. November 2009  | Bratislava (1)          | Hartplatz (i) | Philipp Marx       | Leoš Friedl David Škoch                    | 6:4, 6:4           |
| 10. | 6. Dezember 2009   | Salzburg                | Hartplatz (i) | Philipp Marx       | Sanchai Ratiwatana Sonchat Ratiwatana      | 6:4, 7:5           |
| 11. | 10. Oktober 2010   | Mons                    | Hartplatz (i) | Filip Polášek      | Ruben Bemelmans Yannick Mertens            | 3:6, 6:4, [10:5]   |
| 12. | 3. April 2011      | Barletta                | Sand          | Lukáš Rosol        | Martin Fischer Andreas Haider-Maurer       | 6:3, 6:2           |
| 13. | 24. Juli 2011      | Orbetello               | Sand          | Julian Knowle      | Romain Jouan Benoît Paire                  | 6:1, 7:62          |
| 14. | 20. Mai 2012       | Bordeaux                | Sand          | Martin Kližan      | Olivier Charroin Jonathan Marray           | 7:65, 4:6, [10:4]  |
| 15. | 18. November 2012  | Helsinki                | Hartplatz (i) | Michail Jelgin     | Uladsimir Ihnazik Wang Yeu-tzuoo           | 4:6, 7:60, [10:4]  |
| 16. | 16. Juni 2013      | Košice (3)              | Sand          | Kamil Čapkovič     | Gero Kretschmer Alexander Satschko         | 6:4, 7:65          |
| 17. | 31. August 2013    | Como                    | Sand          | Rameez Junaid      | Marco Crugnola Stefano Ianni               | 7:5, 7:62          |
| 18. | 31. Mai 2014       | Vicenza                 | Sand          | Andrej Martin      | Błażej Koniusz Mateusz Kowalczyk           | 6:1, 7:5           |
| 19. | 5. Juli 2014       | Braunschweig (1)        | Sand          | Andreas Siljeström | Rameez Junaid Michal Mertiňák              | 7:5, 6:4           |
| 20. | 21. März 2015      | Kasan (1)               | Hartplatz (i) | Michail Jelgin     | Andrea Arnaboldi Matteo Viola              | 6:3, 6:3           |
| 21. | 17. Mai 2015       | Heilbronn               | Sand          | Mateusz Kowalczyk  | Dominik Meffert Tim Pütz                   | 6:4, 6:3           |
| 22. | 12. Juni 2015      | Prag                    | Sand          | Mateusz Kowalczyk  | Roberto Maytín Miguel Ángel Reyes Varela   | 6:2, 7:65          |
| 23. | 23. August 2015    | Cordenons (1)           | Sand          | Andrej Martin      | Dino Marcan Antonio Šančić                 | 6:4, 5:7, [10:8]   |
| 24. | 14. November 2015  | Bratislava (2)          | Hartplatz (i) | Ilija Bozoljac     | Ken Skupski Neal Skupski                   | 7:63, 4:6, [10:5]  |
| 25. | 21. November 2015  | Brescia                 | Hartplatz (i) | Ilija Bozoljac     | Mirza Bašić Nikola Mektić                  | 6:0, 6:3           |
| 26. | 19. März 2016      | Kasan (2)               | Hartplatz (i) | Aljaksandr Bury    | Konstantin Krawtschuk Philipp Oswald       | 6:2, 4:6, [10:6]   |
| 27. | 4. Juni 2016       | Prostějov (1)           | Sand          | Aljaksandr Bury    | Julio Peralta Hans Podlipnik-Castillo      | 6:4, 6:4           |
| 28. | 30. Juli 2016      | Prag                    | Sand          | Julian Knowle      | Facundo Argüello Julio Peralta             | 6:4, 7:5           |
| 29. | 5. Februar 2017    | Quimper                 | Hartplatz (i) | Michail Jelgin     | Ken Skupski Neal Skupski                   | 2:6, 7:5, [10:5]   |
| 30. | 19. Februar 2017   | Cherbourg               | Hartplatz (i) | Roman Jebavý       | Dino Marcan Sam Weissborn                  | 7:64, 6:74, [10:6] |
| 31. | 29. April 2017     | Francavilla al Mare (1) | Sand          | Julian Knowle      | Rameez Junaid Kevin Krawietz               | 2:6, 6:2, [10:7]   |
| 32. | 15. Juli 2017      | Braunschweig (2)        | Sand          | Julian Knowle      | Kevin Krawietz Gero Kretschmer             | 6:3, 7:63          |
| 33. | 10. März 2018      | Zhuhai                  | Hartplatz     | Denys Moltschanow  | Aljaksandr Bury Peng Hsien-yin             | 7:5, 7:64          |
| 34. | 14. April 2018     | Barletta II (1)         | Sand          | Denys Moltschanow  | Ariel Behar Máximo González                | 6:1, 6:2           |
| 35. | 22. April 2018     | Tunis                   | Sand          | Denys Moltschanow  | Jonathan Eysseric Joe Salisbury            | 7:64, 6:2          |
| 36. | 8. Juni 2018       | Prostějov (2)           | Sand          | Denys Moltschanow  | Martín Cuevas Pablo Cuevas                 | 4:6, 6:3, [10:7]   |
| 37. | 18. August 2018    | Cordenons (2)           | Sand          | Denys Moltschanow  | Andrej Martin Daniel Muñoz de la Nava      | 3:6, 6:3, [11:9]   |
| 38. | 10. November 2018  | Bratislava (3)          | Hartplatz (i) | Denys Moltschanow  | Ramkumar Ramanathan Andrej Wassileuski     | 6:2, 3:6, [11:9]   |
| 39. | 13. April 2019     | Barletta II (2)         | Sand          | Denys Moltschanow  | Tomislav Brkić Tomislav Draganja           | 7:61, 6:4          |
| 40. | 28. April 2019     | Francavilla al Mare (2) | Sand          | Denys Moltschanow  | Guillermo Durán David Vega Hernández       | 6:3, 6:2           |
| 41. | 11. August 2019    | Augsburg                | Sand          | Andrej Wassileuski | Ivan Sabanov Matej Sabanov                 | 4:6, 6:4, [10:3]   |
| 42. | 5. September 2020  | Ostrava                 | Sand          | Artem Sitak        | Karol Drzewiecki Szymon Walków             | 7:5, 6:4           |
| 43. | 7. August 2021     | Liberec                 | Sand          | Roman Jebavý       | Geoffrey Blancaneaux Maxime Janvier        | 6:2, 6:76, [10:5]  |
| 44. | 31. Oktober 2021   | Ismaning                | Teppich (i)   | Andre Begemann     | Marek Gengel Tomáš Macháč                  | 6:2, 6:4           |
| 45. | 16. April 2022     | Madrid                  | Sand          | Adam Pavlásek      | Rafael Matos David Vega Hernández          | 6:3, 3:6, [10:6]   |
| 46. | 14. Mai 2022       | Zagreb                  | Sand          | Adam Pavlásek      | Domagoj Bilješko Andrei Tschepelew         | 4:6, 6:3, [10:2]   |

#### Finalteilnahmen
| Nr. | Datum              | Turnier        | Belag         | Partner           | Finalgegner                         | Ergebnis         |
| --- | ------------------ | -------------- | ------------- | ----------------- | ----------------------------------- | ---------------- |
| 1.  | 28. Februar 2010   | Delray Beach   | Hartplatz     | Philipp Marx      | Mike Bryan Bob Bryan                | 3:6, 6:73        |
| 2.  | 10. April 2011     | Casablanca     | Sand          | Colin Fleming     | Robert Lindstedt Horia Tecău        | 1:6, 2:6         |
| 3.  | 23. September 2012 | St. Petersburg | Hartplatz (i) | Lukáš Lacko       | Rajeev Ram Nenad Zimonjić           | 2:6, 6:4, [6:10] |
| 4.  | 29. Juli 2018      | Gstaad         | Sand          | Denys Moltschanow | Matteo Berrettini Daniele Bracciali | 6:72, 6:75       |